# Том Дайс
Том Дайс (на английски: Tom Dice) е белгийски певец и композитор, който представя Белгия на Евровизия 2010.

## Биография
Роден в град Еекло на 25 ноември 1989 г. Истинското му име е Tom Eeckhout. На 8 години отрива любовта си към музиката и започва да свири на китара. Създава първата си самостоятелна песен на 12. Бил е вокалист на група „The Dice“ (Зарът), откъдето произлиза и псевдонимът му.
През 2008 е участник във фламандския X-Factor и завършва на второ място.
Определя себе си като „singer-songwriter“, а измежду вдъхновителите му са Damien Rice, Taylor Swift, Tyler Hilton, Placebo, System Of A Down и други.